# Cas Festina

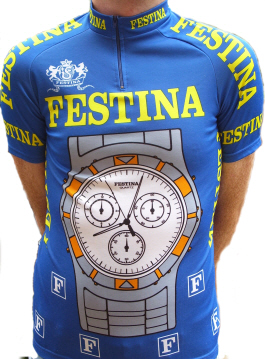
Maillot de l'equip Festina.

El Cas Festina va ser una operació contra el dopatge en el ciclisme d'elit realitzada en 1998 a França. Aquest procés va permetre desarticular una gran xarxa de dopatge internacional en el ciclisme liderada pel director, metge i massatgista de l'equip Festina Bruno Roussel, Eric Rijkaert i Willy Voet, respectivament. Aquesta xarxa disposava de diversos productes il·lícits per a millorar el rendiment dels esportistes: EPO (llavors indetectable), hormona de creixement i testosterona.